# Граматика Мелетія Смотрицького

Титульна сторінка «Граматики слов'янської» видання 1619 року

«Граматика слов'янська» (точна назва — «ΓΡΑΜΜΑΤΙΚΗ Славє́нскиѧ пра́вилноє Сѵ́нтаґма») — перший у славістиці повний курс церковнослов'янської мови в українській редакції. Складена письменником-полемістом і церковним діячем Мелетієм Смотрицьким. Вийшла друком 1619 року в місті Єв'є (нині — місто Вевіс, Литва). Пам'ятка української мови.
«Грамматіка» Мелетія Смотрицького була основним підручником церковнослов'янської мови не лише в Україні, але й у всіх слов'янських країнах, де церковнослов'янська мова виконувала роль священно-богослужбової. Завдяки «Грамматіці…» Смотрицького українська філологія стала помітною галуззю європейського мовознавства старожитньої епохи.

## Значення
У «Граматиці…» було здійснено кодифікацію церковнослов'янської мови східнослов'янської редакції. За її нормами поступово було впорядковано всі церковнослов'янські тексти. Через друковані церковнослов'янські тексти норми набули загального поширення й понині функціонують у конфесійному вжитку. Вперше було виразно відділено церковнослов'янську мову від живих слов'янських, проте східнослов'янський характер норм Смотрицького доброчинно вплинув на усталення орфографії й пунктуації староукраїнської літературної мови. До 1-ї чверті XIX ст. «Граматика…» Смотрицького була основним підручником церковнослов'янської мови, він витримав багато видань.
На його основі укладено анонімну «Грамматїку или писменницу языка Словеньского», надрукована 1638 року в місті Крем'янці (тепер Тернопільська область). Певний вплив Смотрицького помітний і на книзі «Грамматыка словенская» Івана Ужевича (1643), анонімній граматиці, надрукованій 1773 року в Почаєві, церковнослов'янській «Грамматіці» Я. Блоницького (1763), а також на «Грамматиці» А. Коцака (1778), праці «Grammatica slavo-ruthena» М. Лучкая (1830), праці хорватського лінгвіста Ю. Крижанича «Граматично изказанје» (1666), російській граматиці Г. В. Лудольфа (1696), книзі «Россійская грамматика» М. Ломоносова (1755), на працях основоположника сучасної славістики Й. Добровського.
Книга Мелетія Смотрицького справила вплив на розвиток граматичної думки в Сербії, Болгарії, Румунії. «Грамматіка…» була відома в країнах Європи і поза ареалом функціонування церковнослов'янської мови в перекладах на латинську, що свідчить про загальноєвропейське її визнання.

## Новаторство
Мелетій Смотрицький:
- Першим в історії вітчизняної лінгвістики дав повний курс церковнослов'янської мови в прийнятих тоді частинах: орфографія, етимологія (тобто морфологія), синтаксис, просодія. У розділі про орфографію в давнину давали й опис фонетики та орфоепії.
- Ввів в українську графіку нову літеру на позначення дзвінкого проривного задньоязикового приголосного — ґ, узаконив вживання букви й[1].
- Встановив правила вживання літер на позначення голосних і приголосних, вживання великої букви, розділових знаків, правила перенесення тощо. Багато з його правил орфографії та пунктуації зберігають чинність у сучасній українській літературній мові.
- Виділив вісім частин мови: ім'я, містоимениє, глагол, причастиє, нарічиє, предлог, союз, междометиє. Як частину мови «междометиє» в українському мовознавстві визначив уперше, вийнявши з переліку й опису частин мови невластивий слов'янській системі артикль. Йому належить і термін «междометиє».
- Першим виділив як категорію дієприслівник, названий ним «дієпричастиєм».
- Відкрив у слов'янській відміні місцевий відмінок, який назвав «сказательний падеж».
- Іменники поділив на п'ять «склонений» — відмін, котрі в основних рисах у шкільних граматиках зберігаються донині.
- Вперше описав відмінювання прикметників і числівників.
- Запропонований ним принцип поділу дієслів на дієвідміни зберігся у східнослов'янських граматиках і в наш час.
- Першим дав докладний опис розрядів незмінних частин мови й вигуків, виклав синтаксис церковнослов'янської мови.
- Збагатив слов'янську мовознавчу термінологію.

Описана М. Смотрицьким морфологічна система близька до старослов'янської пізнього періоду, але в ній є певна кількість українських елементів.

## Зміст
У розділі «О стасті» (Ѡ Стра́сти) Смотрицький розглядає правила вживання надрядкових знаків, яких він виділяє чотири: єрик (єрикъ), паєрк (паєркъ), злитна (слитнаѧ) і м'яка (мѧгкаѧ). Знаки «єрик» і «паєрк» заміняють твердий і м'який знаки; крім того «єрик» заміняє «о» у деяких випадках. Знак «злитна» над «и» сформував літеру «й» (наприклад, мой, май, змій). Знак «м'яка» позначає пом'якшення приголосної (наприклад, пол΄ный/́полный, суд΄ба).